# 동천안 분기점
동천안 분기점(E.Cheonan Junction, 동천안JC)은 충청남도 천안시 동남구 수신면 신풍리에 설치될 예정인 경부고속도로와 세종포천고속도로, 당진청주고속도로가 만나는 분기점이다. 2026년 12월에 개통될 예정이다.

## 역사
- 2020년 3월 10일 : 분기점 신설을 위해 천안시 도시계획시설 교통광장에 동남구 수신면 신풍리 일원을 고시[1]

## 구조물 정보
- 위치 : 충청남도 천안시 동남구 수신면 신풍리

## 접속하는 노선

### 부산・청주・서울・아산방면
- 경부고속도로, 당진청주고속도로 (중첩구간)

### 세종・포천방면
- 세종포천고속도로